# MS Quantum of the Seas
Quantum of the Seas jest statkiem wycieczkowym w posiadaniu Royal Caribbean International (RCI) i jest jednostką flagową swojej klasy. Klasa Quantum jest trzecią co wielkości klasą wycieczkowców na świecie po klasie Meraviglia [m.in. MSC Cruises] oraz po klasie Oasis [również będącej własnością Royal Caribbean International]. Quantum of the Seas została dostarczona RCI 28 października 2014 roku po czym wyruszyła w dziewiczy rejs do Szanghaju.

## Koncept oraz konstrukcja

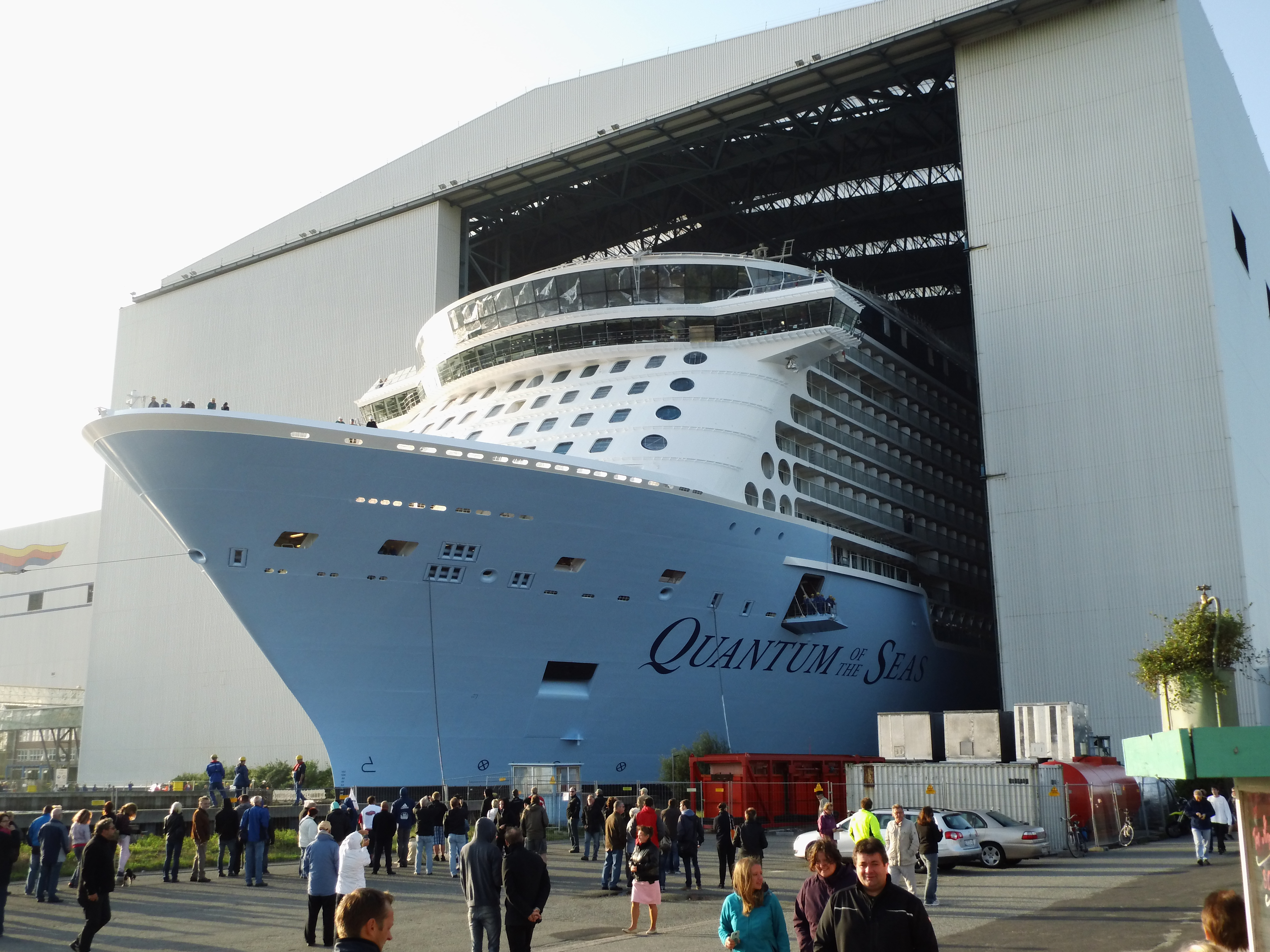
13 August 2014 – Odsłonięcie Quantum of the Seas w Meyer Werft, Papenburg

11 lutego 2011 RCI ogłosiło, że zamówiło pierwszy statek z nowej klasy łodzi z niemieckiej stoczni Meyer Werft w Papenburgu. Pierwsza z łodzi miała trafić w ręce armatora już na jesieni 2014 roku. Projekt dostał przydomek „Projekt Słońce”. Tego samego roku dwa 20 megawatowe silniki produkcji koncernu ABB zostały zamówione. 29 lutego 2012 roku RCI ogłosiło, że kolejne statki z „Projektu Słońce” zostały zamówione z terminem doręczenia na wiosnę 2015 roku. Wtedy zostało również ogłoszone zakupienie identycznych silników do kolejnych jednostek tej klasy. 31 stycznia 2013 roku rozpoczęło się laserowe wycinanie stalowych fragmentów kadłuba dla dwóch pierwszych jednostek. Tego samego dnia RCI ogłosiło nazwę nowej klasy jednostek – Quantum, oraz dwóch pierwszy statków tej klasy Quantum of the Seas i Anthem of the Seas.

## Historia służby
Wycieczkowiec spędził swój dziewiczy sezon [2014-2015] pływając między Portem Bayonne (New Jersey), a Chinami, gdzie statek został oficjalnie zbazowany w maju 2015 roku. W czerwcu 2015 roku wycieczkowiec rozpoczął planowe rejsy między ChRL, a Japonią i Koreą Południową. 20 czerwca 2015 roku statek został pierwszym zbazowanym w Chinach obiektem, który odwiedził Hongkong od czasu przekazania go ChRL przez Brytyjczyków w 1997 roku.
Chrzest statku odbył się w Bayonne 14 listopada 2014 roku. Matką chrzestną została amerykańska aktorka i piosenkarka Kristin Chenoweth.